# 花の影/泥沼 Break Down
『花の影／泥沼 Break Down』（はなのかげ／どろぬまブレイク・ダウン）は、Lily's Blowの2枚目のシングル。2017年9月20日にビーイングから発売された。

## 解説
「花の影」はアニメ『信長の忍び～伊勢・金ヶ崎篇～』主題歌。アニメの世界観をもとに書き下ろされた同曲は、和風サウンドとロックサウンドのマッチングに成功し、主人公の千鳥が夜空を駆ける姿が眼に浮かぶ楽曲に仕上がった。
「泥沼 Brake Down」は、駄目な男を一蹴する女の子の心情を明るく歌った楽曲となっている。
TVアニメ『信長の忍び』盤に付属するDVDには、『信長の忍び』で主人公・千鳥の声を務める水瀬いのりのオリジナルラジオ番組「水瀬いのりの『信長の忍び』ラジオ～私、リスナー様の忍びになります!!～」のスピンオフ特別編が収録される。

## 批評
『CDジャーナル』は「“彼女いるのにトボケていますね”と男に迫る女子の姿を描いた「泥沼 Break Down」は詞の力強さと裏腹な愛らしいヴォーカルが、心の奥底の切なさをあぶり出しているイメージ。「花の影」の和テイストも絶妙」と評した。

## 収録トラック

### TVアニメ「信長の忍び」盤
CD
1. 花の影
作詞：近藤ひさし　作曲・編曲：楠野功太郎
2. 泥沼 Break Down
作詞・作曲・編曲：近藤ひさし
3. 花の影 ～Instrumental～
4. 泥沼 Break Down ～Instrumental～

DVD
1. 「信長の忍び」ノンテロップムービー
2. 「花の影」Anime Ver. MUSIC VIDEO
3. 「信長の忍び」ラジオ～私、リスナー様の忍びになります!!～スピンオフ特別篇

### 通常版
1. 泥沼 Break Down
2. 花の影
3. 泥沼 Break Down ～Instrumental～
4. 花の影 ～Instrumental～

## レコーディング参加
- 三井真一 - ギター
- 二家本亮介 - ベース (#1)
- カワイリエ - ベース (#2)
- AMI（Chelsy） - ドラム、コーラス
- 西村奈央 - キーボード (#2)
- MIZ - ストリングス (#2)